# Joaquín Anduaga Cuenca
Joaquín de Anduaga y Siles Cuenca (Madrid, 1783-Madrid, 1840) fue un diplomático y estadista decimonónico.

## Biografía
Su padre, de familia de Oñate, fue el también embajador José Julián de Anduaga y Garimberti, secretario del Consejo de Estado, oficial mayor de la primera secretaría de Despacho y embajador en Inglaterra y en la República Bátava. Acompañó a su padre en estos dos destinos. Fue secretario por ínterin en la embajada de La Haya (1799) y agregado. Destinado a las embajadas de Austria y Rusia, fue nombrado por Fernando VII el 2 de marzo de 1821, Secretario de Estado de manera interina, sustituyendo a Evaristo Pérez de Castro. Se mantuvo ocho días en el cargo, siendo reemplazado por Eusebio Bardají. Alto funcionario, con anterioridad a esta designación, era oficial primero de la Secretaría de Estado.